# Pat Jones
Pat Jones est une joueuse de tennis australienne de l'après-guerre.
En 1948, elle a été finaliste du double dames du Championnat d'Australie, associée à Mary Bevis Hawton. 

## Palmarès (partiel)

### Finale en double dames
| No | Date       | Nom et lieu du tournoi             | Catégorie | Surface      | Vainqueures                           | Partenaire        | Score    |          |
| -- | ---------- | ---------------------------------- | --------- | ------------ | ------------------------------------- | ----------------- | -------- | -------- |
| 1  | 16/01/1948 | Australian Championships Melbourne | G. Chelem | Gazon (ext.) | Nancye Wynne Bolton Thelma Coyne Long | Mary Bevis Hawton | 6-3, 6-3 | Parcours |

## Parcours en Grand Chelem (partiel)
Si l’expression « Grand Chelem » désigne classiquement les quatre tournois les plus importants de l’histoire du tennis, elle n'est utilisée pour la première fois qu'en 1933, et n'acquiert la plénitude de son sens que peu à peu à partir des années 1950.

### En simple dames
| Année | Championnat d'Australie | Championnat d'Australie | Internationaux de France | Internationaux de France | Wimbledon | Wimbledon | US National | US National |
| ----- | ----------------------- | ----------------------- | ------------------------ | ------------------------ | --------- | --------- | ----------- | ----------- |
| 1946  | 2e tour (1/8)           | Dulcie Whittaker        | -                        | -                        | -         | -         | -           | -           |
| 1947  | 1/2 finale              | Nancye Wynne            | -                        | -                        | -         | -         | -           | -           |
| 1948  | 2e tour (1/8)           | Dorothy Jenkins         | -                        | -                        | -         | -         | -           | -           |

À droite du résultat, l’ultime adversaire.

### En double dames
| Année | Championnat d'Australie     | Championnat d'Australie     | Internationaux de France | Internationaux de France | Wimbledon | Wimbledon | US National | US National |
| ----- | --------------------------- | --------------------------- | ------------------------ | ------------------------ | --------- | --------- | ----------- | ----------- |
| 1946  | 1/4 de finale Clare Proctor | Joan Hartigan A. Hattersley | -                        | -                        | -         | -         | -           | -           |
| 1947  | 1/2 finale Clare Proctor    | Nancye Wynne Thelma Coyne   | -                        | -                        | -         | -         | -           | -           |
| 1948  | Finale Mary Bevis           | Nancye Wynne Thelma Coyne   | -                        | -                        | -         | -         | -           | -           |

Sous le résultat, la partenaire ; à droite, l’ultime équipe adverse.

### En double mixte
| Année | Championnat d'Australie   | Championnat d'Australie | Internationaux de France | Internationaux de France | Wimbledon | Wimbledon | US National | US National |
| ----- | ------------------------- | ----------------------- | ------------------------ | ------------------------ | --------- | --------- | ----------- | ----------- |
| 1946  | 1/4 de finale Jack Harper | Nell Hall Harry Hopman  | -                        | -                        | -         | -         | -           | -           |
| 1947  | 1/4 de finale J. Dart     | Nancye Wynne Colin Long | -                        | -                        | -         | -         | -           | -           |
| 1948  | 1/2 finale Tom Warhurst   | Nancye Wynne Colin Long | -                        | -                        | -         | -         | -           | -           |

Sous le résultat, le partenaire ; à droite, l’ultime équipe adverse.